# ملعب كوباكابانا

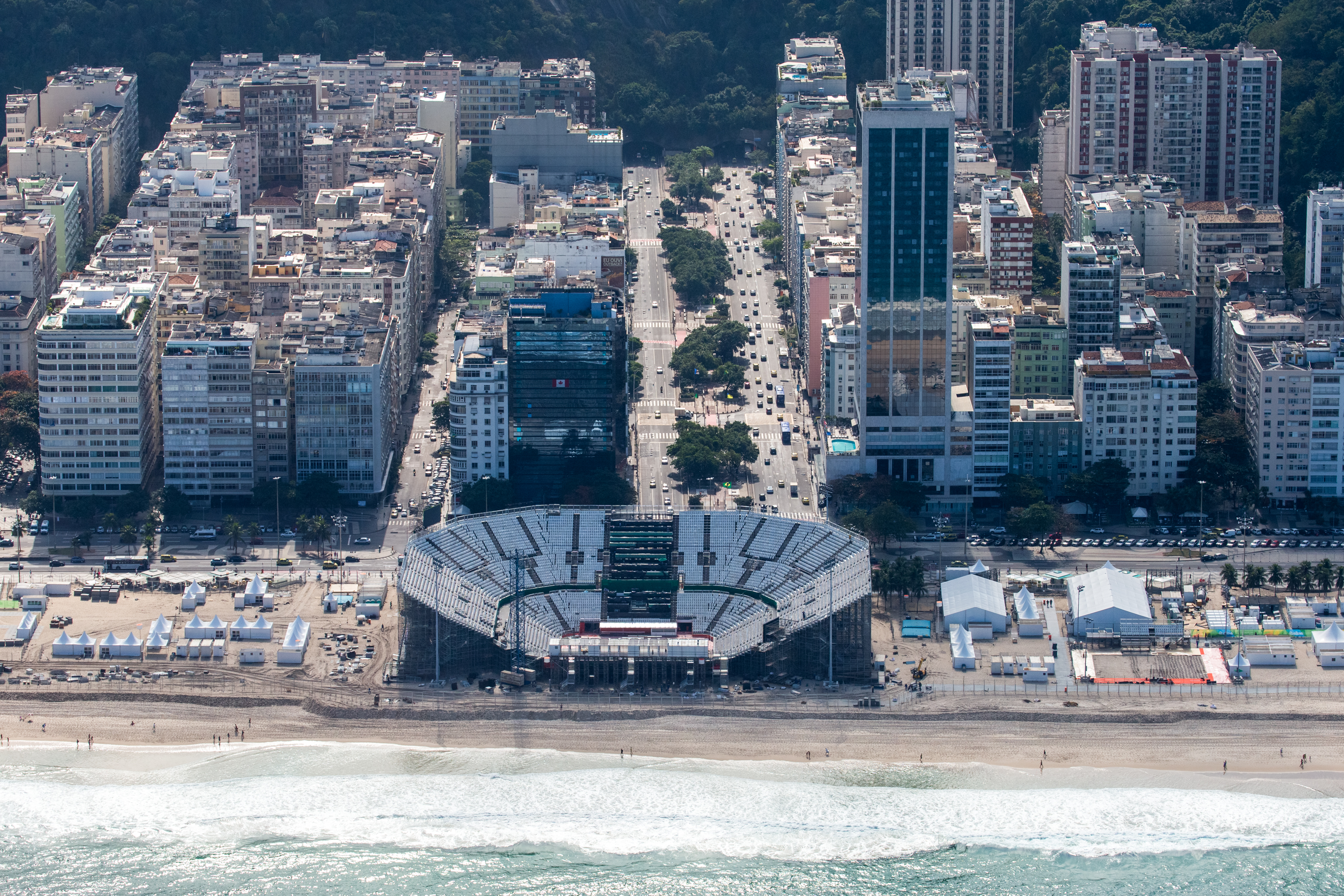
ملعب كوباكابانا من الخارج.

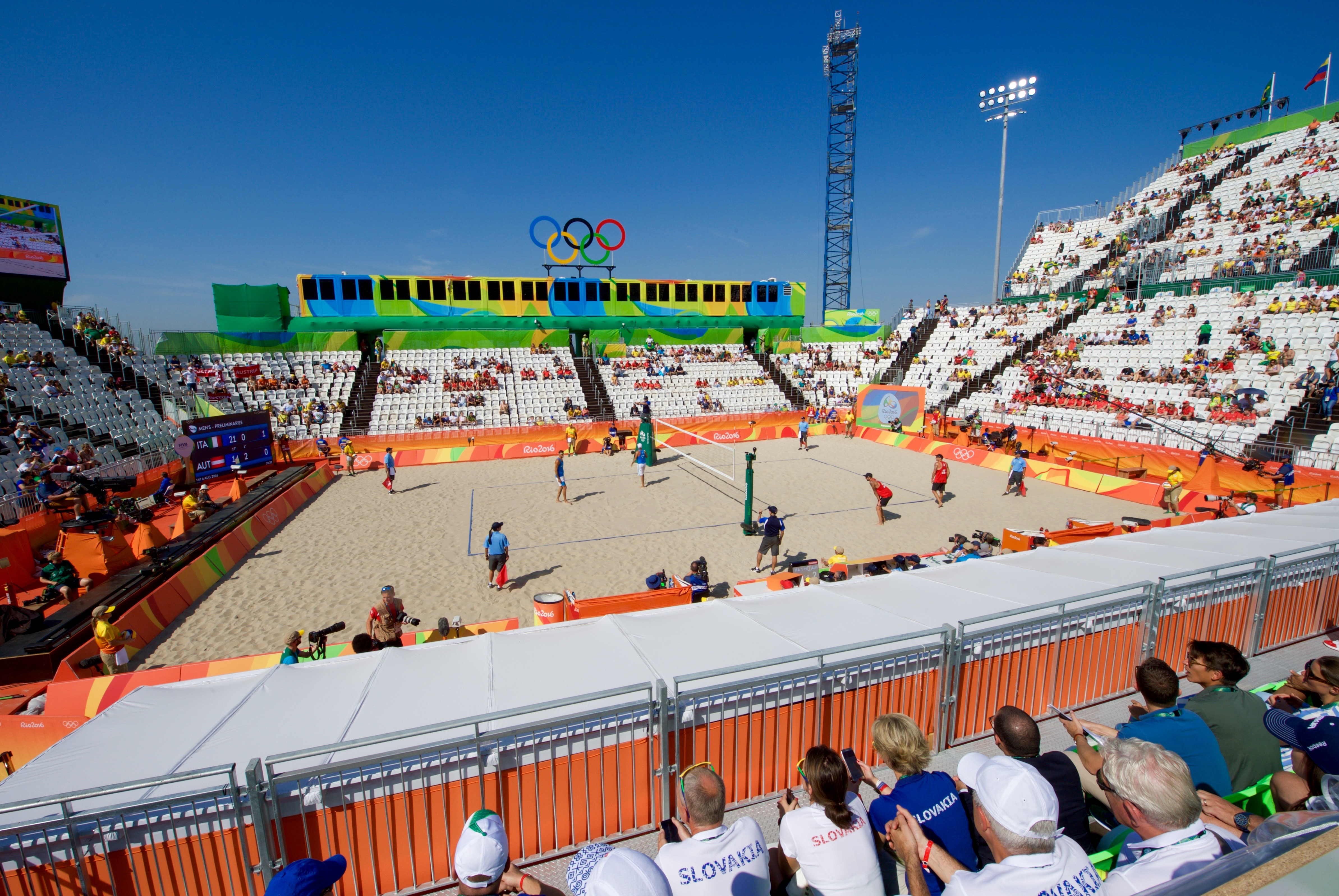
ملعب كوباكابانا أثناء بطولة كرة الطائرة الشاطئية 2016.

ملعب كوباكابانا (بالإنجليزية: Copacabana Stadium)‏، والمعروف أيضا باسم صالة الكرة الطائرة الشاطئية  (بالبرتغالية:  Arena de Vôlei de Praia‏)،  ملعب مؤقت يقع على شاطئ كوباكابانا في ريو دي جانيرو، البرازيل، استضاف بطولة كرة الطائرة لدورة الألعاب الاولمبية الصيفية لعام 2016. صُمِّم خصيصًا لدورة الألعاب الأولمبية الصيفية 2016  خطط بعد انتهاء الألعاب الاولمبية لتفكيكه.
تم افتتاح الملعب في 26 يوليو 2016، ويتسع ل12,000 متفرج.